# Felicjan Szeniawski
Konstanty Felicjan Szaniawski (24 november 1668 - Lipwiec, 2 juli 1732) was de 62e bisschop van Krakau, bisschop van Włocławek en senator.

## Biografie
Felicjan Szeniawski was een telg van de Poolse heraldische clan Junosza. Hij werd in 1703 aangesteld als referendarius Lithuaniae en in 1717 als senator aan het hof van August II van Polen.
Szeniawski staat bekend om zijn onderdrukking van joden en protestanten. Zo strafte hij de joden van Ożarów omdat die zonder zijn toestemming hun synagoge en begraafplaats hadden gerepareerd. Szeniawski dwong in 1725 alle protestanten binnen het bisdom Krakau om katholieke priesters te vergoeden voor diensten die door protestantse geestelijken waren geleverd. In 1731 verbood hij het verpachten van kerkelijke bezittingen aan joden.
De bisschop kocht in 1717 het Raczyńskipaleis in Warschau en heeft het gebouw uitgebreid en verfraaid.
Felicjan Szeniawsk is in de Wawelkathedraal begraven.

## Werken
- Hecatombe uno constans Agno Deo Homini Christo Iesu in Monte Thabor Transfigurato[8]

- Gemeinsame Normdatei: 13328011X
- International Standard Name Identifier: 0000 0001 0974 2375
- Virtual International Authority File: 55332214
- WorldCat: E39PBJghqmYCmM6q8dpyk8KGHC